# Tobias Duffner
Tobias Duffner (Brinkum, 1983. december 5. –) német labdarúgó, aki jelenleg az SV Werder Bremen II játékosa.

## Sikerei, díjai
- Werder Bremen II
  - Regionalliga Nord: 2014-2015